# Neptis puella
Neptis puella är en fjärilsart som beskrevs av Aurivillius 1894. Neptis puella ingår i släktet Neptis och familjen praktfjärilar. Inga underarter finns listade i Catalogue of Life.